# Église Notre-Dame-et-Saint-Jean-Baptiste de Condat-sur-Vézère
L'église Notre-Dame-et-Saint-Jean-Baptiste est une église catholique située à Condat-sur-Vézère, en France.

## Localisation
L'église est située dans le département français de Dordogne, à Condat-sur-Vézère.

## Historique
Condat-sur-Vézère était le siège d'une commanderie des Hospitaliers de Saint-Jean depuis le XIIe siècle.
Le 13 octobre 1577, le capitaine Pouch, calviniste, s'empare avec sa troupe du bourg de Condat-sur-Vézère. Il s'installe dans l'église et la fortifie. De là il rançonne le voisinage. Jean de Losse lui demande d'abandonner l'église. Devant son refus, il l'assiège. Faute de vivres, Pouche doit capituler. Il demande à avoir la vie sauve ainsi que ses hommes. Jean de Losse lui promit la vie sauve, à condition de lui remettre ses hommes. Il put se retirer et ses hommes sont amenés à la prison de Montignac. Douze d'entre eux ont été pendus comme voleurs.
L'édifice est inscrit au titre des monuments historiques le 29 novembre 1948.

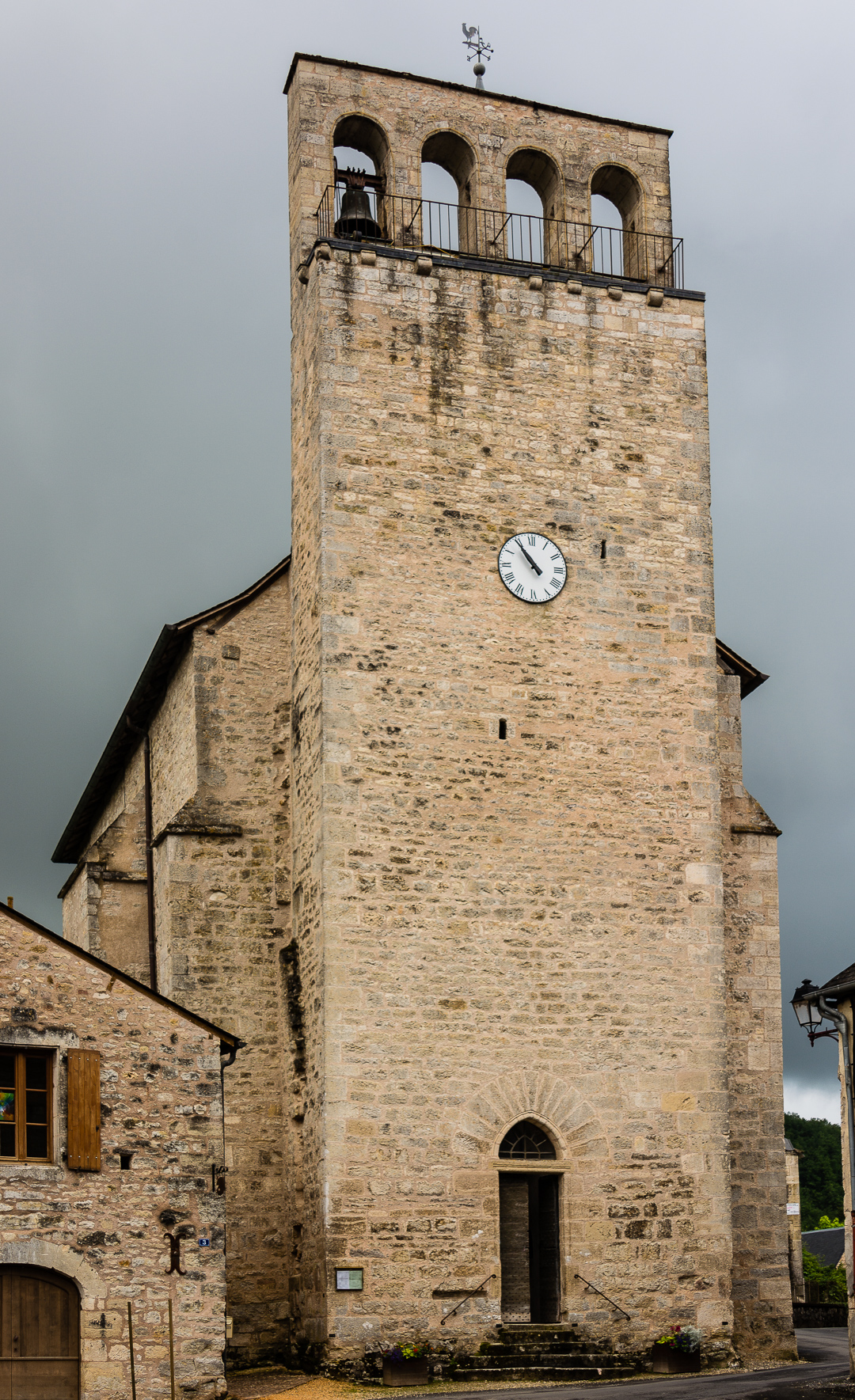
Le clocher-mur.
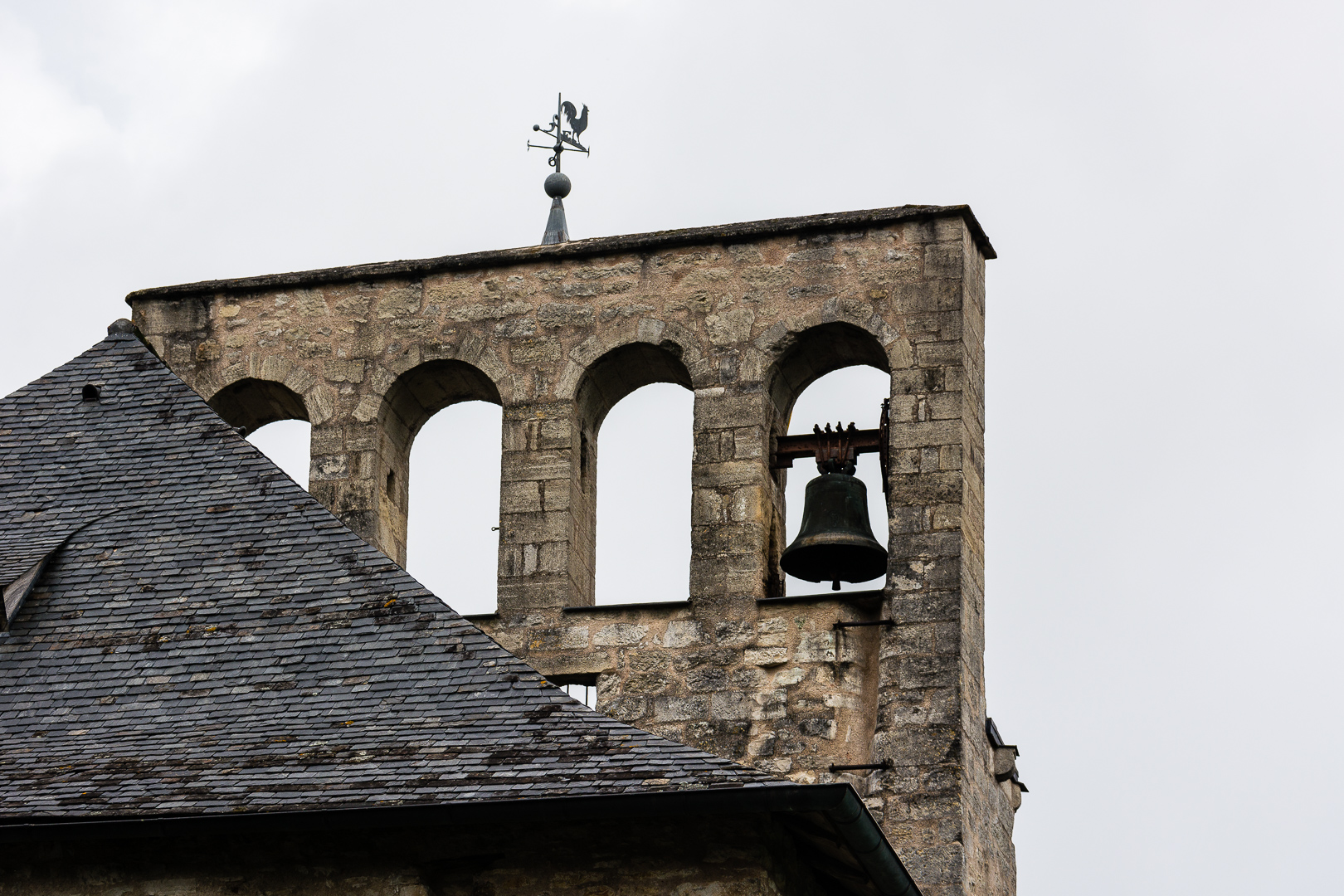
La cloche et les baies campanaires.
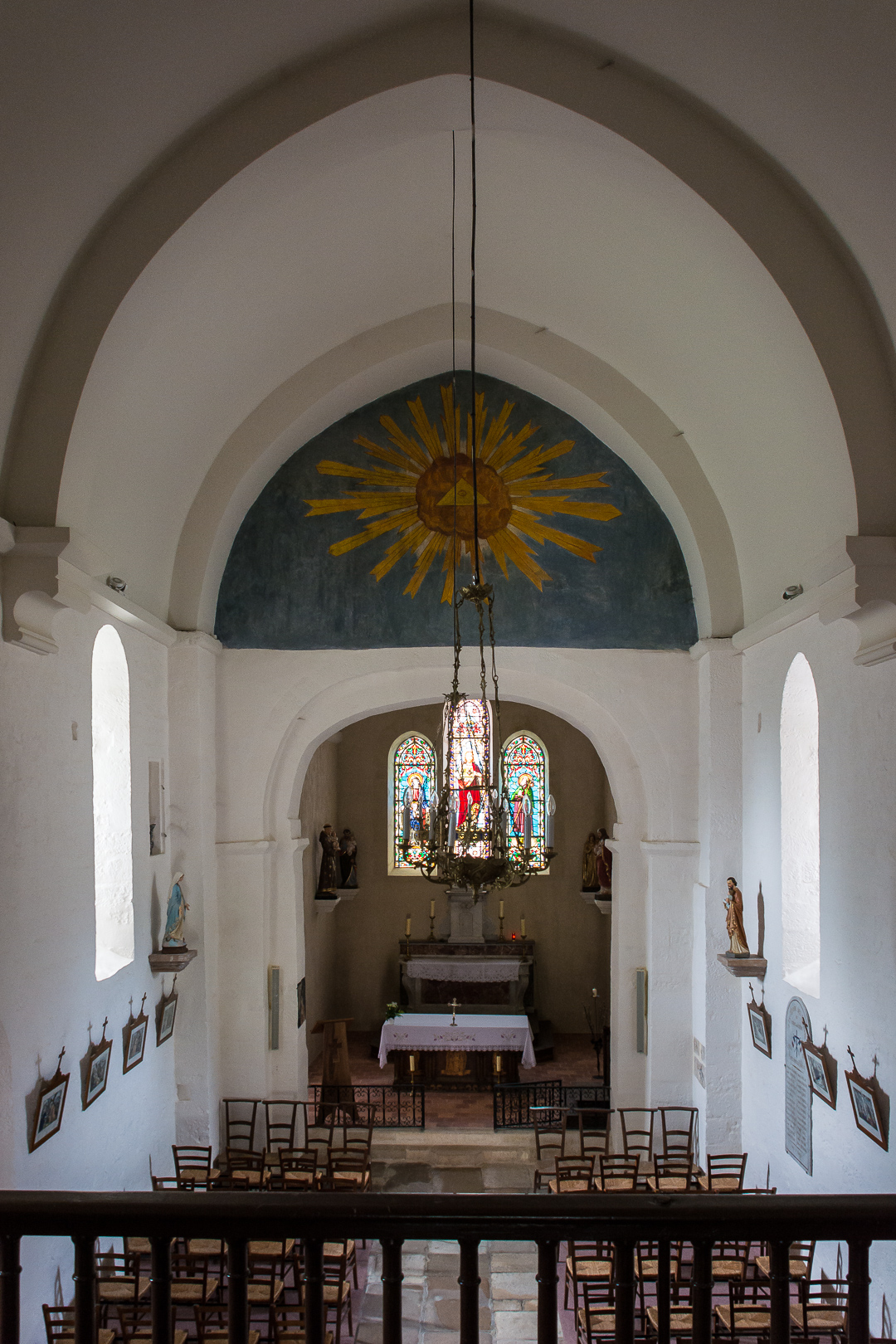
L'intérieur.